# Loschmidtova konstanta
Loschmidtova konstanta n0, nespr. Loschmidtovo číslo (není to číslo, protože má fyzikální rozměr) je fyzikální konstanta vyjadřující koncentraci částic (atomů nebo molekul) ideálního plynu při normálním tlaku a teplotě. Její hodnota je určena vztahem:
n0 = p/kT
kde p je tlak plynu, T jeho teplota a k Boltzmannova konstanta. Dosazením normálních hodnot, T=273,15 K a p=100 kPa lze vypočítat její hodnotu, která je po redefinici SI od r. 2019 pevně stanovenou konstantou (díky fixaci hodnoty k):
n0 = 2,651 645 804…×1025 m−3 (přesně).
Tato konstanta je pojmenovaná po rakouském chemikovi (českého původu) J. J. Loschmidtovi, jenž určil jako první její hodnotu roku 1865.
Pojem Loschmidtova konstanta je také někdy, obzvláště v německé literatuře, nesprávně používán pro Avogadrovu konstantu. Loschmidtova a Avogadrova konstanta NA jsou spojeny vztahem
NA = n0/na
kde na označuje molární hustotu plynu v jednotkách mol/m−3 .